# 海滨音诗
《海滨音诗》是中华人民共和国作曲家秦咏诚于1962年创作的小提琴独奏曲，也是他的早期代表作。这首曲子兼具西洋古典与中国传统音乐的特色，旋律富有歌唱性、抒情性，是中国小提琴乐曲的重要曲目。
这首作品后来由作曲家本人改编旋律、作词家张藜填词，创作出了歌曲《我和我的祖国》。

## 创作
作曲家秦咏诚是大连人，曾工作于大连市歌舞团。1962年创作此曲以怀念家乡。
以下是据称作者对于本作品的描述：
|  | 它向人们展现微微起伏的海浪声，如歌如诉；描写了大海的怒吼、咆哮、惊涛骇浪的情景；也在陈述大海平静的景象；波光粼粼，银色的海鸥在翱翔…… |

## 分析
本曲为复三部曲式，分为引子、首部、中部、华彩、再现部、尾声。
引子8小节，由钢琴奏出。
首部（9—34小节）分为三个乐段。第一个乐段，小提琴在A大调上呈示主题，描写的是平静的海：
主题前两句用的是中国传统的五声调式，四度向上模进，清新而又向上。第三句在最高音运用了“变宫”音G♯，构成了六声调式，加强了乐句流动的特点。此外，这三句话也暗含着高音E-F♯-G♯逐层向上的进行。
第二个乐段低八度进行，伴奏变为分解和弦，有如水波。第三个乐段重新升八度再现。
中部（35—83小节）为插部型中段，描写是风雨中的大海。同样分为三个乐段。第一段由同主音小调进入：
第一段的乐句只使用单音，随着音乐的发展，音乐张力逐渐累积，在第二段中，双音与和弦也加入了音乐。与此同时，调性和节拍也随着音乐进行而变化，和声的进行也十分出人意料，为音乐增添了色彩。第三段，小提琴节奏宽广，钢琴伴奏运用的大琶音也让人感受到翻滚的波涛，二者共同将中部情绪发展到高潮，在最高音G♯的延长音中进入华彩乐段。
华彩（84—87小节）乐段是用于展示小提琴华丽的特性的段落，在A大调上，好像在描绘飞鸟。华彩部分段落，作者撰写过两种不同的版本。
再现部（88—105小节）由小提琴的颤音伴着钢琴奏出的主题开始，亦在A大调上。
尾声（106—116小节）：主题材料的反复和变幻中，逐步渐弱，在高音泛音收尾。

## 接受与推广
1962年，演奏家阎泰山在“哈尔滨之夏音乐会”上首演。此外，他最先为《海滨音诗》录制了音频（钢琴伴奏吴书肇），并为之编订弓法和指法。这对此曲的传播有着积极影响。

## 改编
秦咏诚的好友张藜非常喜爱这首作品。他依着主旋律填了一首曲子，名为《太阳与大海》。然而，这首器乐作品用声乐演唱出来较为困难，特别是其中还有转调。
1983年，张藜向秦咏诚提出，希望能根据《海滨音诗》的旋律创作出更加适合演唱的曲子。他希望新曲子不要转调，保留三拍子的律动，并将主题第一句的旋律从上行翻转为下行。秦咏诚按要求创作出新的曲子之后，张藜为之填上了“我和我的祖国，一刻也不能分割”的歌词，是为《我和我的祖国》。